# Poul Henningsens Plads (métro de Copenhague)
Poul Henningsens Plads est une station de la ligne 3 du métro de Copenhague située sur la commune de Copenhague.

## Situation
Poul Henningsens Plads est desservie par la ligne 3 du métro de Copenhague. Cette station souterraine se trouve entre Vibenshus Runddel et Trianglen.

## Histoire
La station Poul Henningsens Plads a ouvert au public le 29 septembre 2019 à l'occasion de la mise en service de la ligne 3 du métro de Copenhague.

## À proximité
- Quartier d'Østerbro